# Remparts d'argile
Remparts d'argile é um filme de drama francês de 1971 dirigido e escrito por Jean-Louis Bertucelli e Jean Duvignaud. Foi selecionado como represente da França à edição do Oscar 1972, organizada pela Academia de Artes e Ciências Cinematográficas.

## Elenco
- Leila Shenna